# Kobayashi Kahaku
Kobayashi Kahaku ((小林柯白), né en 1896 à Osaka, mort le 8 novembre 1943 à Kyoto ) est un peintre japonais nihonga.

## Vie et œuvre
Kobayashi Kahaku étudie la peinture sous Shikō Imamura et Yasuda Yukihiko. En 1923, il présente à la 9e exposition Inten le tableau Yama (山) - Montagnes, en 1924 à la 10e exposition l’œuvre Hasu (蓮) - Lotus et en 1925 à la 11e exposition le tableau Yase ōhara (八瀬大原). Cette année-là, il est accepté comme membre du Nihon Bijutsuin. 
Vers 1929, il s'installe près du temple Chion-in à Kyoto.
En 1931, il expose à l'exposition de peintures japonaises de Berlin.
Kobayashi expose également au Teiten géré par l'État.
Parmi les œuvres de sa maturité, on peut citer :
- Nagao dori (長尾鳥) - Oiseau Nagao
- Seseragi (せ ゝ ら ぎ) - Seseragi, un village de la préfecture de Gunma
- Iso (磯) - Bord de mer
- Ryoanji no niwa (竜安寺の庭) - Jardin du Ryōan-ji

## Galerie

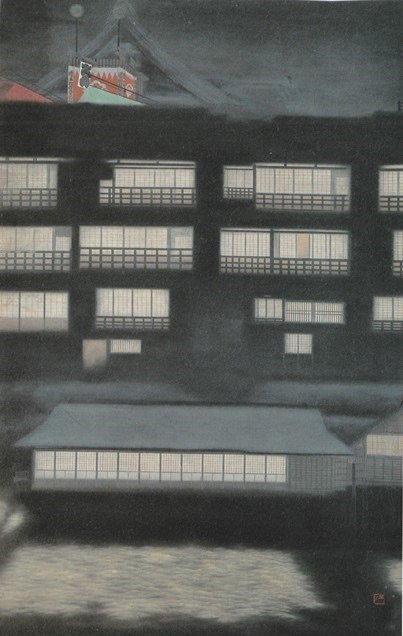
Dōtonbori la nuit (1921).
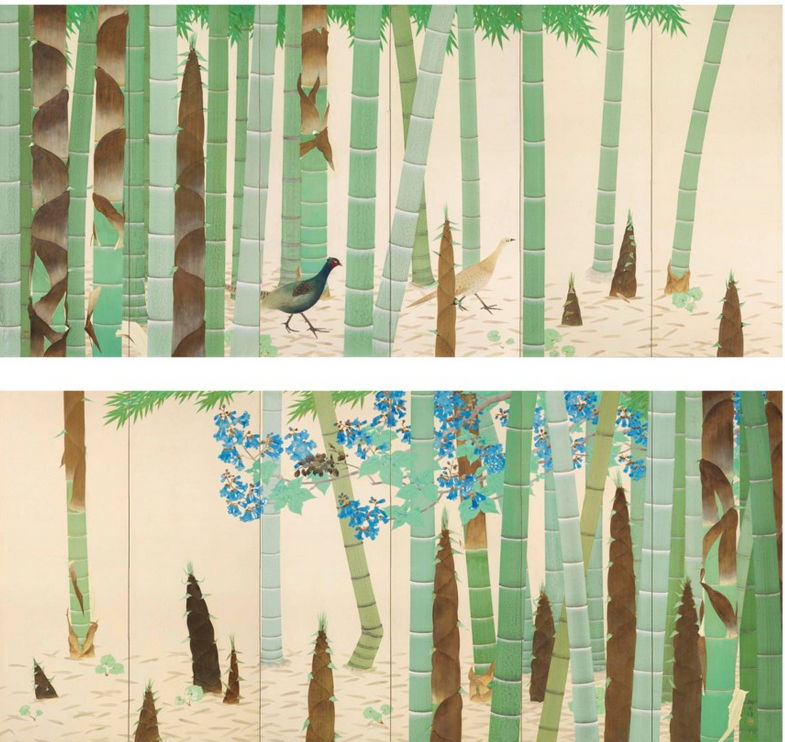
Les Nouveaux Bambous (1930).